# مانويل بيريز ألفاريز
مانويل بيريز ألفاريز (بالإسبانية: Manuel Pérez Álvarez)‏ (و. 1946  م) هو سياسي، ومحامي إسباني، هو عضوٌ حزب الشعب.

## مناصب
تولى منصب عضو البرلمان الأوروبي (20 يوليو 1999–19 يوليو 2004)
- عضو مجلس الشيوخ الإسباني  [لغات أخرى]‏
- عمدة

.